# Quidhampton
Quidhampton è un piccolo villaggio e una parrocchia civile della contea del Wiltshire che si trova a circa 2 miglia a ovest del centro della città di Salisbury nel Sud Ovest dell'Inghilterra, Regno Unito.

## Geografia

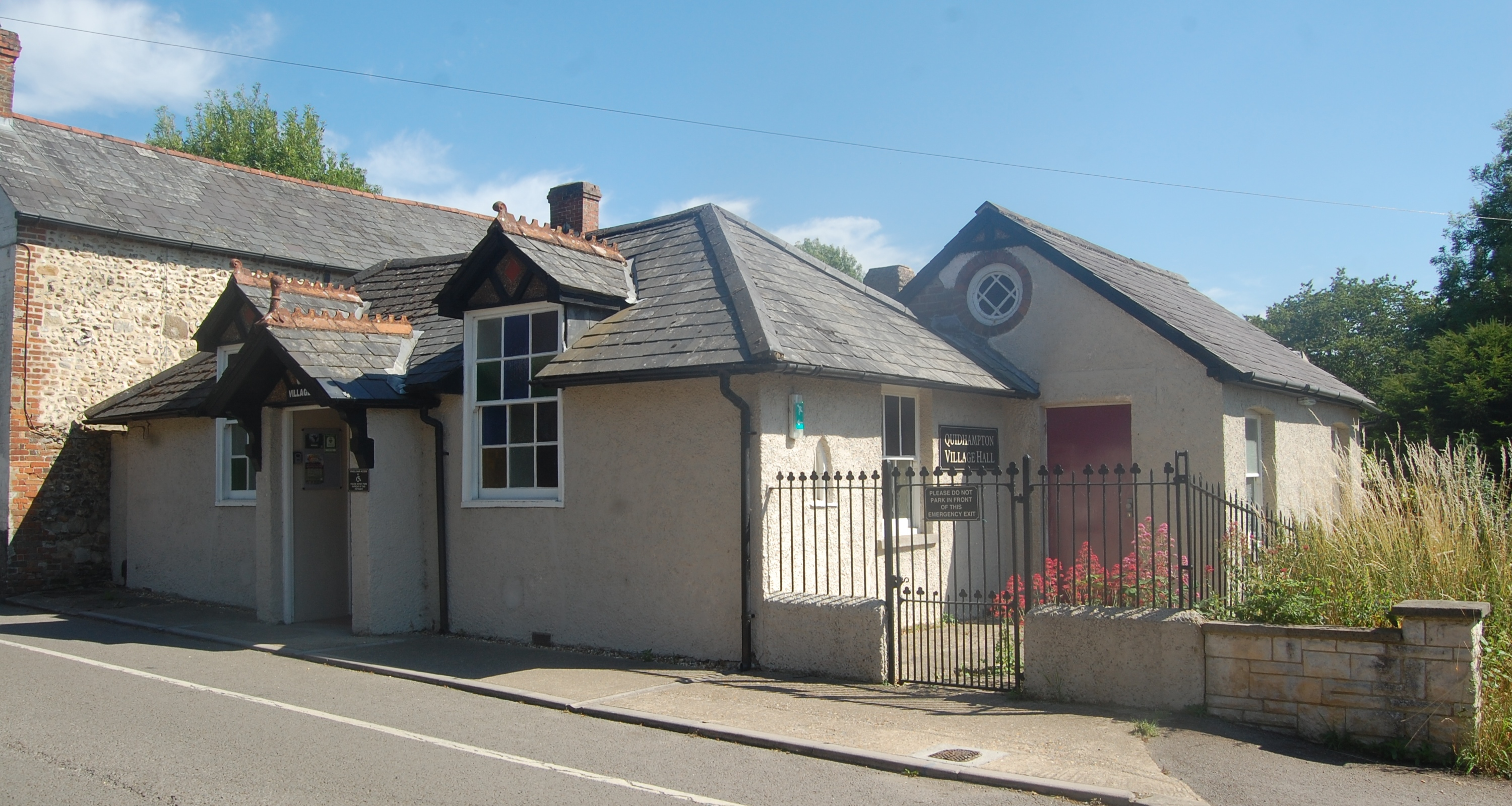
Quidhampton Village Hall, in Lower Road

La parrocchia è situata tra Salisbury e Wilton e fin dal Medioevo faceva parte della parrocchia ecclesiastica e della decima di Fugglestone. La parrocchia è costituita da una lunga e stretta striscia di prati umidi e di paludi con terreno alluvionale nella valle del fiume Nadder che si innalza fino a un altopiano calcareo. All'estremità occidentale della parrocchia c'è un'estesa area, tra i fiumi Nadder e Wylye. Nel Medioevo la parrocchia era in parte arabile e il resto pianeggiante, ma dalla metà del XVIII secolo è diventata quasi tutta arabile, sebbene all'inizio del XXI secolo quasi tutta la parrocchia sia pascolo. Una cava di ghiaia è menzionata nel 1632 e all'interno della parrocchia ci sono molte vecchie cave di gesso. Un'indagine del 1568 mostra una strada da Minster Street a Wilton che attraversa Great Marsh fino a Quidhampton, ma questa non è mai stata una strada a pedaggio. Una strada secondaria che corre quasi parallela alla strada principale Salisbury Wilton serve l'insediamento di Quidhampton. Le strade principali della zona furono ricostruite in linee molto dritte durante l'estensione di Wilton Park, ed erano alberate, ma queste dovettero essere ripiantate dopo le tempeste del 1930. Una di queste forma parte del confine occidentale della parrocchia. Le strade alberate erano una caratteristica della zona e anche la strada che attraversava il villaggio di Quidhampton era alberata.

## Storia
Ci sono poche prove di insediamenti preistorici, tuttavia diverse antiche strade romane attraversarono la zona. Nel XIII secolo le famiglie Nosuch e Falk erano affittuari liberi nella parrocchia, vendendo e scambiando proprietà. Quidhampton non fu probabilmente sede di un maniero separato, e fu menzionato per la prima volta nel 1332. Gli affitti andavano per diritto al priore di Ivychurch. Nel 1537 fu concesso un contratto di locazione a Robert Seymour, con la terra che alla fine divenne parte della tenuta di Pembroke. Un sistema a tre campi era in funzione durante il XV e il XVI secolo, quando fu registrato che Quidhampton Down, che si trovava tra Fugglestone Down e Bemerton Down, copriva 140 acri. La lana qui prodotta era utilizzata dai sarti di Wilton. Uno di questi, Walter Gray, aveva affittato un mulino situato a Quidhampton dalla badessa di Wilton nel 1536. Nel 1567 fu registrato che George Crede possedeva diritti di proprietà comune per 100 pecore a Quidhampton. Si presume che fosse un membro dell'importante famiglia Crede di Wilton tra la fine del XV e l'inizio del XVI secolo. Un'indagine del 1553 notò che quattro titolari di diritti di copia avevano terreni nella parrocchia, ma erano tutti piccoli possedimenti, il più grande dei quali aveva solo 12 acri di terra arabile. Intorno al 1560 il mulino di Quidhampton fu utilizzato come gualchiera e fu affittato da Nicholas Poole a un affitto di 65 scellini e 8 penny. Era ancora registrato come gualchiera nel XVIII secolo, ma era scomparso nel XIX secolo. Nel 1699 i tessitori di Quidhampton furono inclusi in una carta ottenuta da Wilton, che consentiva loro di formare una corporazione per escludere la concorrenza straniera. La disposizione dell'insediamento è cambiata poco dal XVIII secolo. Dal XVI o XVII secolo restano solo due o tre case con struttura in legno, anche se molto modificate. Il mulino si trovava a ovest del villaggio situato sul fiume Nadder. Non c'è una chiesa parrocchiale a Quidhampton e probabilmente i residenti hanno usato quella di Fugglestone St Peter, anche se potrebbe esserci stata una divisione nel villaggio con coloro che vivevano all'estremità orientale che frequentavano Bemerton. Questo potrebbe aver spiegato l'aumento del non conformismo poiché nel 1720 la casa di John Thring di Quidhampton fu registrata come luogo di culto non conformista. Una casa nella parrocchia fu registrata per il culto metodista nel 1807 e una terza registrata per il culto indipendente nel 1813. La cappella battista fu costruita e registrata nel 1835. Nel 1851 la congregazione serale contava 25 persone, ma era fuori uso all'inizio del secolo. Una Mission Hall, su un terreno donato dai Pembroke, fu costruita con una sottoscrizione pubblica nel 1852 e ampliata nel 1925 per fungere da chiesa missionaria.

## Monumenti e luoghi d'interesse
Nel territorio di Quidhampton sono presenti alcuni luoghi di un certo interesse, tra questi:
- Quidhampton Village Hall. Si tratta di un edificio di età vittoriana situato in Lower Road utilizzato come centro per attività sociali.[3]